# Tessa, la nymphe au cœur fidèle (film, 1933)
Pour les articles homonymes, voir Tessa, la nymphe au cœur fidèle.
Pour plus de détails, voir Fiche technique et Distribution.
Tessa, la nymphe au cœur fidèle (titre original : The Constant Nymph) est un film britannique réalisé par Basil Dean, sorti en 1933. Le film est une adaptation du roman de Margaret Kennedy, Tessa, la nymphe au cœur fidèle (The Constant Nymph) de 1924.

## Synopsis
Au Tyrol, dans l'ouest de l' Autriche Tessa Sanger, une riche gamine belge, tombe désespérément amoureuse de Lewis Dood, un compositeur de renommée mondiale Lewis Dodd, qui est si égocentrique qu'il remarque à peine l'existence de Tessa. Cette dernière ne peut que le regarder épouse une autre femme, sa propre cousine Florence Sanger. Lewis réalise trop tard à quel point il a été idiot et que Tessa a toujours été la seule fille pour lui.

## Fiche technique
- Titre : Tessa, la nymphe au cœur fidèle
- Titre original : The Constant Nymph
- Réalisation : Basil Dean
- Scénario : Dorothy Farnum d'après le roman de Margaret Kennedy
- Montage : Frederick Y. Smith
- Production : Michael Balcon
- Société de production : Gaumont British Picture Corporation
- Musique : Eugène Goossens et John Greenwood
- Pays de production : Royaume-Uni
- Format : Noir et blanc - Son : Mono
- Genre : Drame romantique

## Distribution
- Victoria Hopper - Tess Sanger
- Brian Aherne - Lewis Dodd
- Leonora Corbett - Florence
- Lyn Harding - Albert Sanger
- Mary Clare - Linda Sanger
- Jane Baxter - Antonia Sanger
- Fritz Schulz - Jacob Birnbaum
- Tony De Lungo - Roberto
- Jane Cornell - Kate Sanger
- Peggy Blythe - Lena Sanger
- Athole Stewart - Charles Churchill
- Beryl Laverick - Susan Sanger
- Jim Gérald - Trigorin